# Leptocera schildi
Leptocera schildi är en tvåvingeart som beskrevs av Arnold Spuler 1924. Leptocera schildi ingår i släktet Leptocera och familjen hoppflugor.
Artens utbredningsområde är Costa Rica. Inga underarter finns listade i Catalogue of Life.